# Phaeogenes pici
Phaeogenes pici är en stekelart som beskrevs av Berthoumieu 1897. Phaeogenes pici ingår i släktet Phaeogenes och familjen brokparasitsteklar. Inga underarter finns listade i Catalogue of Life.